# Легенды Западного Побережья
«Легенды Западного Побережья» (англ. Annals of the Western Shore) — фэнтезийный цикл американской писательницы Урсулы Ле Гуин, состоящий из трёх романов — «Проклятый дар» (2004), «Голоса» (2006) и «Прозрение» (2007). В трёх книгах разные главные герои и сюжетные линии, однако они объединены несколькими общими персонажами, а также местами действия.

## Сюжет
Книги трилогии имеют один и тот же воображаемый мир; их сюжеты разворачиваются среди небольших городов-государств и независимых полисов, в плодородном регионе на западном побережье континентального массива суши, в ином неопределенном мире. Культура в целом находится на средневековом уровне, с традиционными ремеслами, но без передовых технологий. Во всех трёх книгах есть общие персонажи; главные герои «Даров» вновь появляются в качестве второстепенных персонажей в последующих книгах.
В центре «Проклятого дара» — двое молодых людей, Грай и Оррек, которые пытаются примириться с присущими им необычными способностями, называемыми дарами. Они живут в бедном, горном и культурно отсталом регионе, известном своими «ведьмами» и чудотворцами. Грай — девочка, которая может общаться с животными, призывать их; она отказывается использовать свой дар для помощи охотникам, что отличает её от многих представителей своей культуры, включая собственную мать. Оррек — мальчик, чей предполагаемый дар «разрушения связей» настолько опасен, что он соглашается жить с завязанными глазами, чтобы не причинить разрушений. История рассказывает о том, как Оррек и Грай справляются со своими дарами и в конце концов покидают свой дом в горах.